# Helena Ranta
Meri Helena Ranta (née le 11 juin 1946) est une dentiste légiste (en) finlandaise. Elle est connue pour avoir contribué à nombreuses enquêtes internationales sur zones de conflits, comme au Kosovo.

## Biographie
Meri Helena Ranta est née en Finlande. Elle est docteur en chirurgie-dentaire. Elle participe à de nombreuses enquêtes internationales sur des sévices exercés durant des conflits armés, à travers l'analyse des dentitions des victimes. A ce titre, elle témoigna lors du procès du président yougoslave Slobodan Milošević après ses travaux sur le massacre de Račak au Kosovo, où 45 civiles furent exécutés par la police serbe. 
Elle aussi participé à l'enquête du naufrage de l'Estonia, et à celle sur les allégations de massacres israéliens dans le camp de réfugié de Jénine lors de l'opération Rempart.
En complément à ses activités scientifiques, elle est maître de conférences à l'université d'Helsinki, un rare cas car ces postes sont généralement accordés à des docteurs en recherche et non à des praticiens.